# Brachylomia obsoleta
Brachylomia obsoleta là một loài bướm đêm trong họ Noctuidae.